# 肖恩·約翰遜
肖恩·約翰遜（英語：Shawn Johnson，1992年1月19日—），生于艾奧瓦州西得梅因，美國女子體操運動員。2007年率美國女子體操隊夺得世界體操錦標賽團體冠軍，并奪得女子個人全能金牌。在2008年北京奧運中，肖恩作為美國女子體操隊的主力，取得1金3銀的成績。2010年的一次滑雪事故使肖恩的膝盖严重受伤，於2012年6月宣佈退役。

## 生平

### 早年生涯
肖恩·約翰遜1992年出生于美國艾奧瓦州西得梅因，父亲是木匠，母亲是会计。肖恩剛剛出生時，她的身體并不十分健康，但是比較好動調皮，3歲時就被父母送去學習舞蹈。但是很快，他們就知道舞蹈并不適合肖恩。她母親覺得她「有太多的能量需要释放」，于是把她轉去學習體操。不過一開始肖恩的教練認為她缺乏體操的天賦，對她并不看好。
直到1998年肖恩6歲時，遇到了她的體操生涯的恩師喬良。喬良原是中國著名男子體操運動員，退役后移居美國的得梅因市，在當地開設了「喬氏體操舞蹈學校」并擔任教練。當時完全沒有任何體操基礎的肖恩因為其活潑好動和驚人的學習能力而被喬良看中。他知道肖恩是個極具天賦的女孩。肖恩從此跟從喬良刻苦練習體操。多年來，喬良和肖恩兩師徒情同父女，肖恩說過“乔良对我来说就像父亲一样”，她更將他和助教（喬良的太太）的名字以中文繡在出賽美國錦標賽的體操服上。
2003年，喬良給當時的美國體操隊領隊玛莎·卡罗利寄去肖恩平時的訓練錄像，并且向國家隊推薦肖恩。卡羅利也因此看出了肖恩的潛質。肖恩從此踏上了其職業體操生涯。

### 體操生涯

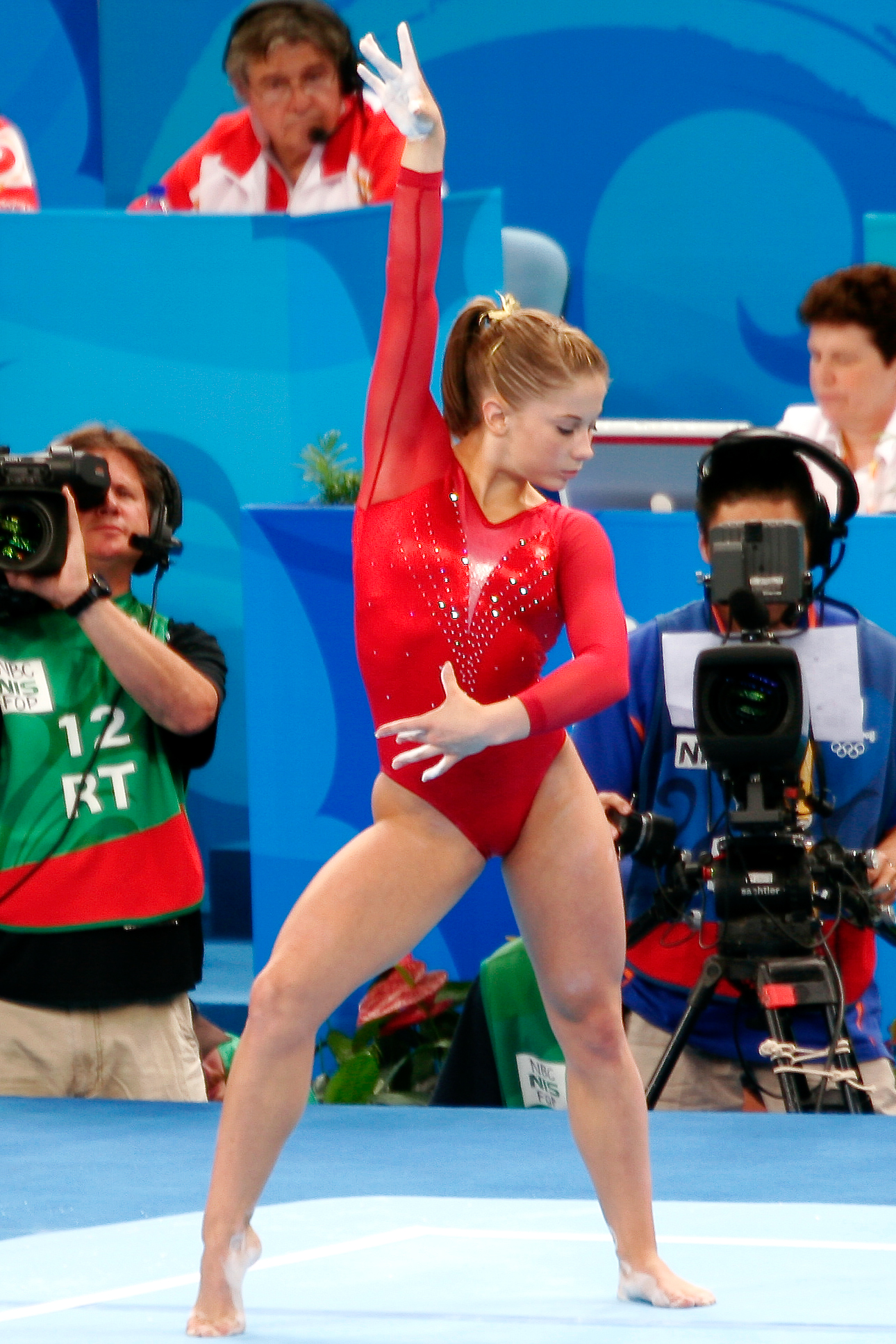
肖恩·約翰遜在北京奧運表現自由體操

肖恩在2005年的美國傳統競賽中取得少年組第三名的成績，開始吸引世人的目光。不過同年的美國體操錦標賽中，她在第一天比賽時就從平衡木上摔下來，在個人全能項目也僅得第十。
到了2006年，肖恩以全新的姿態亮相，她的各項動作逐漸熟練，包括高低杠的葉格爾空翻和兩個世界級的高難度動作——平衡木的早旋落地與自由體操的連續兩次向后翻騰兩周。她在2006年的美國錦標賽中贏得少年組個人全能的金牌，其得分遠遠高於其他世界級的選手。

#### 2007年賽季
肖恩在2007年就達到「國際級運動健將」的水平評級。年中還不斷創新動作，包括高低杠的轉體兩周立轉360度下地。在當年的泰森美國盃中，肖恩憑著出色的表現，力壓隊友娜塔莎·凱莉，贏得個人全能的金牌。稍后在里約熱內盧舉行的泛美運動會中，肖恩已經成為美國女子體操隊的主力。在她的帶領下，美國隊以絕對的優勢贏得團體賽的金牌；而肖恩又一舉拿下個人項目中的個人全能、平衡木和高低杠三面金牌和自由體操一面銀牌。其中，平衡木和高低杠兩面金牌，是肖恩以近乎完美表現擊敗自己傑出的隊友——2005年世錦賽冠軍娜斯佳·柳金而奪得的。
泛美運動會之后，肖恩迅速成名。之后的美國錦標賽中，肖恩又以5分之差擊敗之前兩屆冠軍柳金。因而當年斯圖加特舉行的世界體操錦標賽中，她和隊友娜斯佳·柳金、莎拉·沃尔里、萨曼莎·佩塞克、艾丽西亚·萨克拉莫内、伊凡娜·黃出征比賽，但此時她已經取代了柳金成為美國女子體操隊的核心。
團體賽中，肖恩作為唯一四個項目都參加的選手，率領美國對以總成績184.400分奪金（高過第二名的中國隊0.95分）。在預賽中，肖恩表現相當突出，平衡木取得16.25分，自由體操15.15分，跳馬15.175分；不過在高低杠項目比賽中卻意外墮下，僅得14.625分。結果美國以總分第一晉級決賽，肖恩也因在預賽中的表現在個人項目的個人全能、平衡木、自由體操順利晉級。在決賽中，她的高低杠和自由體操都取得15.375分，跳馬取得15.150分；但是在平衡木項目中產生小失誤，取得15.025分。美國第二次奪取世錦賽的團體金牌。
在個人項目中，肖恩雖然因平衡木的失誤而位居榜尾（14.475分），但總體上多處稱霸，在個人全能和自由體操（15.25分）據獲得金牌。特別是在個人全能項目中的出色發揮（跳馬15.175分，自由體操15.425分，平衡木15.9分，高低杠15.375分），使她以61.875的高分成為美國第四位世界女子全能冠軍。肖恩也因此成為美國甚至世界家喻戶曉的名人和極受歡迎的小明星，她也被譽為是「體操天才」。

#### 2008年北京奧運

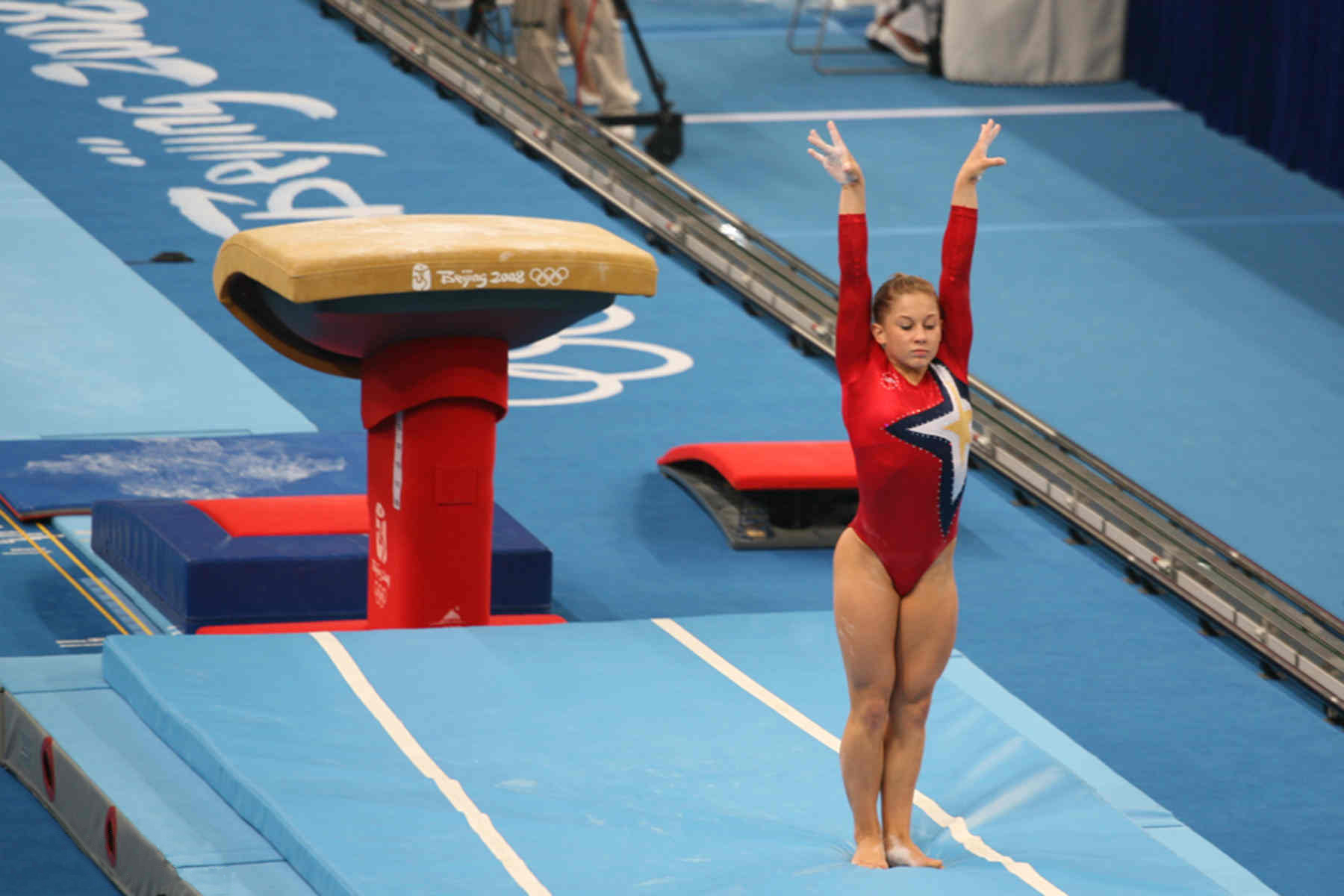
肖恩·約翰遜在北京奧運的跳馬比賽

2008年夏季奧林匹克運動會在中國北京舉行，肖恩被認為是中國女子體操隊在主場稱霸的最強大對手。肖恩參加了團體賽中的所有四個項目，全都表現出色，但是由于隊友的失誤，僅得銀牌。此后幾天的比賽中，肖恩在個人全能（62.725分）、自由體操（15.500分）中均以些微差距獲得銀牌，不敵隊友柳金和羅馬尼亞選手桑德拉·伊兹巴沙。面對不甚理想的成績，肖恩在賽場上一直表現得豁達、優雅和堅強，微笑為對手祝福，熱情擁抱對手，受到輿論的一致好評。
肖恩最后一項參加的賽事是平衡木，她以不俗的表現獲得全場最高分16.225分，贏得她第一面奧運會金牌；而柳金則獲得銀牌。

## 轶事

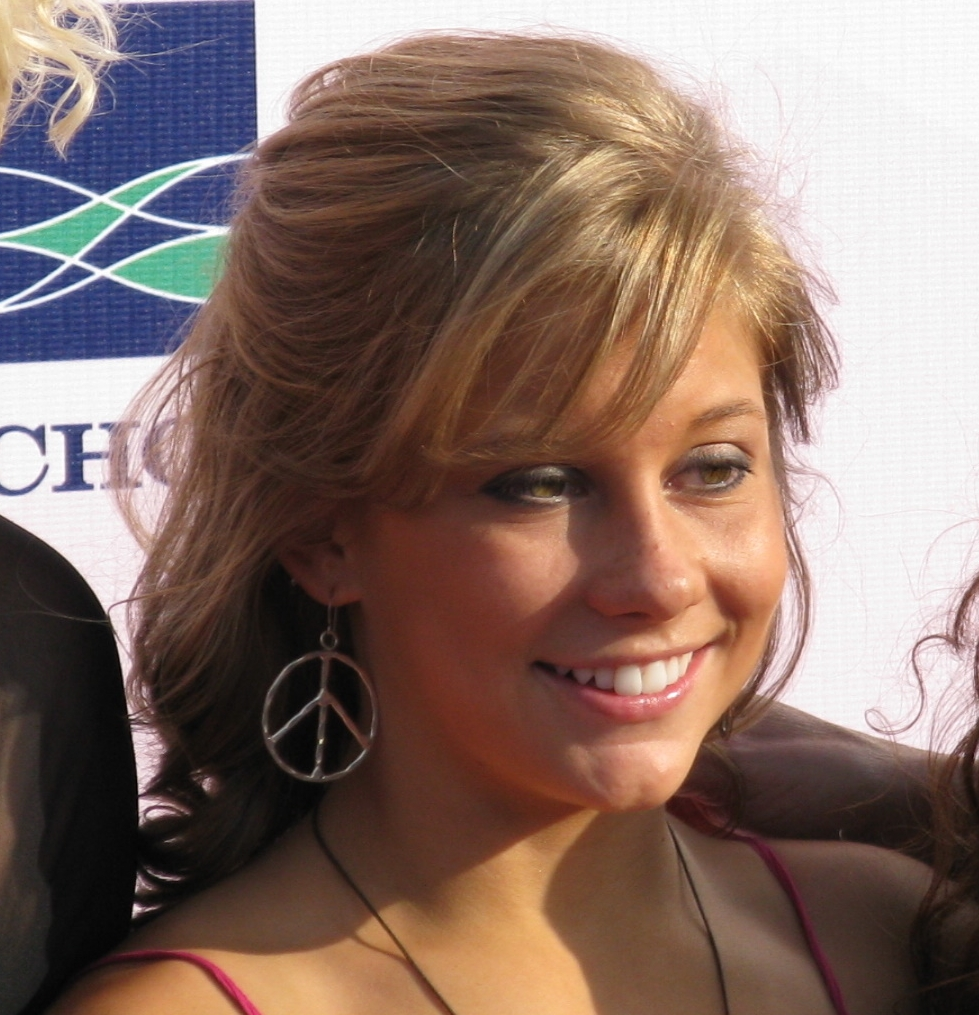
肖恩·約翰遜在San Diego(2008年9月14日)

- 肖恩高中就讀於西得梅因的山谷中學（Valley High School）[1]
- 年僅15歲時，西得梅因名人堂就因肖恩的傑出成就而矗立起一座仿真的肖恩·約翰遜銅像。[15]
- 肖恩的愛好是繪畫和寫詩。[16]
- 肖恩以其友善和甜美笑容著稱，有「美國甜心」的稱號，也因此成為許多廣告商青睞的對象。[13][16]

## 成績統計

### 2008年
| 年份   | 比賽       | 地點   | 項目     | 決賽排名 | 決賽成績 | 預賽排名 | 預賽成績              |
| ------ | ---------- | ------ | -------- | -------- | -------- | -------- | --------------------- |
| 2008年 | 夏季奧運會 | 北京   | 個人全能 | 2        | 62.725   | 1        | 62.725                |
| 2008年 | 夏季奧運會 | 北京   | 團體     | 2        | 186.525  | 2        | 246.800               |
| 2008年 | 夏季奧運會 | 北京   | 自由體操 | 2        | 15.500   | 3        | 15.425                |
| 2008年 | 夏季奧運會 | 北京   | 平衡木   | 1        | 16.225   | 3        | 15.975                |
| 2008年 | 夏季奧運會 | 北京   | 跳馬     | 未晉級   | N/A      | N/A      | 16.000 （僅一次成績） |
| 2008年 | 夏季奧運會 | 北京   | 高低杠   | 未晉級   | N/A      | 11       | 15.325                |
| 2008年 | 美國錦標賽 | 波士頓 | 個人全能 | 1        |          |          |                       |
| 2008年 | 美國錦標賽 | 波士頓 | 自由體操 | 1        |          |          |                       |
| 2008年 | 美國錦標賽 | 波士頓 | 平衡木   | 2        |          |          |                       |
| 2008年 | 美國錦標賽 | 波士頓 | 高低杠   | 5        |          |          |                       |
| 2008年 | 美國盃     | 紐約市 | 個人全能 | 2        |          |          |                       |

### 2007年
| 年份   | 比賽       | 地點       | 項目     | 決賽排名 | 決賽成績 | 預賽排名 | 預賽成績 |
| ------ | ---------- | ---------- | -------- | -------- | -------- | -------- | -------- |
| 2007年 | 世錦賽     | 斯圖加特   | 個人全能 | 1        | 61.875   | 3        | 61.200   |
| 2007年 | 世錦賽     | 斯圖加特   | 平衡木   | 8        | 14.475   | 3        | 16.250   |
| 2007年 | 世錦賽     | 斯圖加特   | 自由體操 | 1        | 15.250   | 4        | 15.150   |
| 2007年 | 世錦賽     | 斯圖加特   | 團體     | 1        | 184.400  | 1        | 245.025  |
| 2007年 | 世錦賽     | 斯圖加特   | 高低杠   | 未晉級   | N/A      | 41       | 14.625   |
| 2007年 | 美國錦標賽 | 圣何塞     | 個人全能 | 1        |          |          |          |
| 2007年 | 美國錦標賽 | 圣何塞     | 平衡木   | 1        |          |          |          |
| 2007年 | 美國錦標賽 | 圣何塞     | 自由體操 | 1        |          |          |          |
| 2007年 | 美國錦標賽 | 圣何塞     | 高低杠   | 3        |          |          |          |
| 2007年 | 泛美運動會 | 里約熱內盧 | 團體     | 1        |          |          |          |
| 2007年 | 泛美運動會 | 里約熱內盧 | 個人全能 | 1        |          |          |          |
| 2007年 | 泛美運動會 | 里約熱內盧 | 高低杠   | 1        |          |          |          |
| 2007年 | 泛美運動會 | 里約熱內盧 | 平衡木   | 1        |          |          |          |
| 2007年 | 泛美運動會 | 里約熱內盧 | 自由體操 | 2        |          |          |          |
| 2007年 | 美國盃     | 傑克遜維爾 | 個人全能 | 1        |          |          |          |

### 2006年及之前
| 年份   | 比賽           | 地點           | 項目     | 決賽排名 | 決賽成績 |
| ------ | -------------- | -------------- | -------- | -------- | -------- |
| 2006年 | 美國錦標賽     | 圣保罗         | 個人全能 | 1        |          |
| 2006年 | 美國錦標賽     | 圣保罗         | 跳馬     | 1        |          |
| 2006年 | 美國錦標賽     | 圣保罗         | 平衡木   | 1        |          |
| 2006年 | 美國錦標賽     | 圣保罗         | 自由體操 | 1        |          |
| 2006年 | 美國錦標賽     | 圣保罗         | 高低杠   | 2        |          |
| 2006年 | 泛美錦標賽     | 加蒂諾         | 團體     | 1        |          |
| 2006年 | 泛美錦標賽     | 加蒂諾         | 平衡木   | 1        |          |
| 2006年 | 泛美錦標賽     | 加蒂諾         | 個人全能 | 1        |          |
| 2006年 | 泛美錦標賽     | 加蒂諾         | 高低杠   | 2        |          |
| 2006年 | 泛美錦標賽     | 加蒂諾         | 自由體操 | 2        |          |
| 2006年 | 泛太平洋錦標賽 | 火奴魯魯       | 個人全能 | 1        |          |
| 2006年 | 泛太平洋錦標賽 | 火奴魯魯       | 團體     | 1        |          |
| 2006年 | 泛太平洋錦標賽 | 火奴魯魯       | 跳馬     | 1        |          |
| 2006年 | 泛太平洋錦標賽 | 火奴魯魯       | 自由體操 | 1        |          |
| 2006年 | 泛太平洋錦標賽 | 火奴魯魯       | 平衡木   | 2        |          |
| 2005年 | 美國錦標賽     | 印第安纳波利斯 | 個人全能 | 10       |          |
| 2005年 | 美國錦標賽     | 印第安纳波利斯 | 跳馬     | 4        |          |
| 2005年 | 美國錦標賽     | 印第安纳波利斯 | 高低杠   | 9        |          |

## 外部連結
- 個人官方網站 （页面存档备份，存于）
- 肖恩·約翰遜在国际体操联合会的相关介绍
- USAG上的介绍
- 美國奧委會上的介紹 （页面存档备份，存于）
- 肖恩·約翰遜 時代周刊：奧運會上100名最令人期待的運動員 （页面存档备份，存于）
- 肖恩·約翰遜在互联网电影资料库（IMDb）上的資料（英文）